# Vuorisjärvi
Vuorisjärvi eller Vuorisenjärvi är en sjö i Finland. Den ligger i kommunen Vieremä i landskapet Norra Savolax, i den centrala delen av landet, 400 km norr om huvudstaden Helsingfors. Vuorisjärvi ligger 96,7 meter över havet. Den är 4,5 meter djup. Arean är 96,7 hektar och strandlinjen är 6,12 kilometer lång. Sjön  ingår i Vuoksens huvudavrinningsområde.   I omgivningarna runt Vuorisjärvi växer i huvudsak blandskog.